# Liotipomatinae
Liotipomatinae is een onderfamilie van weekdieren uit de klasse van de Gastropoda (slakken).

## Geslachten
- Depressipoma McLean, 2012
- Liotipoma McLean & Kiel, 2007
- Paraliotipoma McLean, 2012
- Rhombipoma McLean, 2012